# 拉瓦克里
拉瓦克里（法語：La Vacquerie，法語發音：[la vakʁi] ⓘ）是法国卡尔瓦多斯省的一个旧市镇，位于该省西部，原属于巴约区。2017年1月1日，拉瓦克里和相邻的另外2个市镇合并为新市镇欧尔河畔科蒙（Caumont-sur-Aure），并改属维尔区。

## 地理
拉瓦克里（49°5'32"N, 0°51'30"W）面积10.18 平方千米，位于法国诺曼底大区卡爾瓦多斯省，该省份为法国西北部沿海省份，北濒大西洋英吉利海峡，东北与滨海塞纳省以海上边界相接，东临厄尔省，南至奧恩省，西与芒什省接壤。
与拉瓦克里接壤的市镇（或旧市镇、城区）包括：科蒙莱旺泰、德龙河畔拉朗德、萨朗、塞旺、比耶维尔、维杜维尔。
拉瓦克里的时区为UTC+01:00、UTC+02:00（夏令时）。

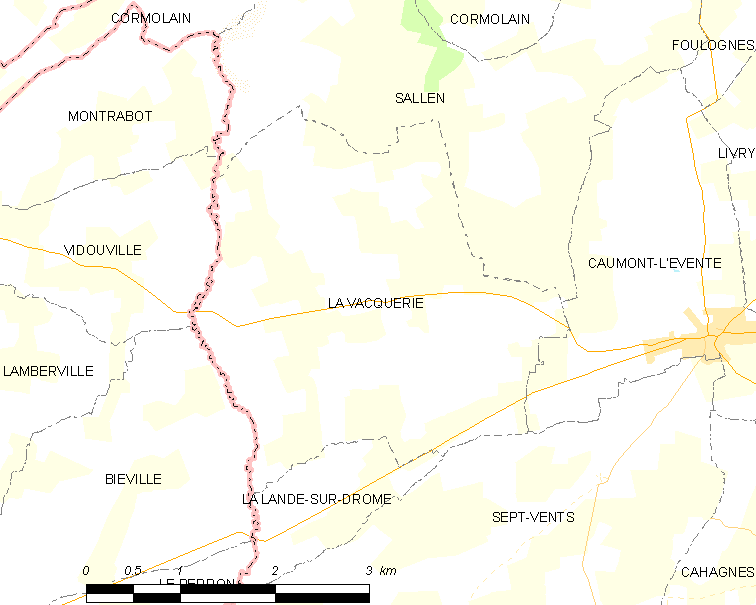
拉瓦克里的OSM定位图

## 行政
拉瓦克里的邮政编码为14240，INSEE市镇编码为14722。

## 政治
拉瓦克里所属的省级选区为莱蒙多奈县。

## 人口

1962-2008年间拉瓦克里人口变化图示

拉瓦克里于2018年1月1日时的人口数量为300人。